# Coppa dei Balcani 1935 (nazionali)
La Coppa dei Balcani 1935 (1935 Balkan Cup) fu la sesta edizione della Coppa dei Balcani, competizione calcistica per nazioni. La competizione si svolse in Bulgaria dal 16 giugno al 24 giugno 1935 e vide la partecipazione di quattro squadre: Bulgaria, Grecia, Jugoslavia e Romania.
La Jugoslavia terminò il torneo in prima posizione grazie alla media gol migliore (criterio all'epoca in vigore in caso di arrivo a pari punti) e le fu consegnata il trofeo. La Bulgaria protestò, dichiarando che se la partita tra Jugoslavia e Romania fosse finita regolarmente, la media gol sarebbe potuta cambiare; suggerì allora di giocare un'ulteriore partita per il titolo e di conseguenza anche il trofeo.
Dopo dieci mesi, il comitato organizzatore della Coppa dei Balcani stabilì infatti che la partita si sarebbe dovuta giocare, poiché i documenti riguardanti le regole per l'edizione del 1935 non furono trovati. La Jugoslavia rifiutò in quanto non più interessata e, come dichiarato da Octav Luchide (un segretario rumeno del comitato organizzatore), rispedì indietro il trofeo nel maggio del 1936, esattamente dieci giorni prima dell'inizio di quella edizione (alla quale la stessa Jugoslavia non partecipò).
La Bulgaria, come vincitore ufficiale dell'edizione del 1935, portò con sé il trofeo (che veniva passato di mano tra le nazionali vincitrici) per consegnarlo alla Romania (vincitrice a sua volta dell'edizione successiva).

## Formula
- Qualificazioni

Nessuna fase di qualificazione. Le squadre sono qualificate direttamente alla fase finale.
- Fase finale

Girone unico - 4 squadre, giocano partite di sola andata. La vincente si laurea campione dei Balcani.

## Stadi
| Sofia | Sofia            | Sofia                |
| ----- | ---------------- | -------------------- |
| Sofia | Yunak Stadium    | Levski Playing Field |
| Sofia | Capienza: 25.000 | Capienza: 10.000     |
| Sofia |                  |                      |

## Squadre partecipanti
| Pr. | Squadra    | Data di qualificazione certa | Partecipante in quanto | Partecipazioni precedenti al torneo        | Ultima presenza  |
| --- | ---------- | ---------------------------- | ---------------------- | ------------------------------------------ | ---------------- |
| 1   | Bulgaria   | -                            | Qualificata di diritto | 5 (1929-1931, 1931, 1932, 1933, 1934-1935) | Grecia 1934-1935 |
| 2   | Jugoslavia | -                            | Qualificata di diritto | 5 (1929-1931, 1931, 1932, 1933, 1934-1935) | Grecia 1934-1935 |
| 3   | Grecia     | -                            | Qualificata di diritto | 4 (1929-1931, 1932, 1933, 1934-1935)       | Grecia 1934-1935 |
| 4   | Romania    | -                            | Qualificata di diritto | 4 (1929-1931, 1932, 1933, 1934-1935)       | Grecia 1934-1935 |

Nella sezione "partecipazioni precedenti al torneo", le date in grassetto indicano che la nazione ha vinto quella edizione del torneo, mentre le date in corsivo indicano la nazione ospitante.

## Fase finale

### Girone unico

#### Classifica
| Pos | Squadra    | P.ti | G | V | N | P | GF | GS | DR |
| --- | ---------- | ---- | - | - | - | - | -- | -- | -- |
| 1   | Jugoslavia | 5    | 3 | 2 | 1 | 0 | 11 | 4  | +7 |
| 2   | Bulgaria   | 5    | 3 | 2 | 1 | 0 | 12 | 5  | +7 |
| 3   | Grecia     | 1    | 3 | 0 | 1 | 2 | 5  | 13 | -8 |
| 4   | Romania    | 1    | 3 | 0 | 1 | 2 | 2  | 8  | -6 |

#### Risultati
| Arbitro: | Rădulescu |

|                                              |           |                  |
| Peshev 23’ Angelov 26’, 28’, 63’ Lozanov 68’ | Marcatori | 12’, 74’ Choumīs |

| Arbitro: | Hatzopoulos |

|  |           |                            |
|  | Marcatori | 33’ Marjanović 56’ Sekulić |

| Arbitro: | Hatzopoulos |

|                                                            |           |  |
| Lozanov 11’ Yordanov 33’ Peshev 49’ Sucitulescu 62’ (aut.) | Marcatori |  |

| Arbitro: | Dosev |

|              |           |                                                                    |
| Baltasis 49’ | Marcatori | 31’, 70’ Živković 33’ Marjanović 49’ Vujadinović 81’, 83’ Glišović |

| Arbitro: | Dosev |

|                  |           |                      |
| Choumīs 10’, 15’ | Marcatori | 26’ Bodola 26’ Gruin |

| Arbitro: | Hatzopoulos |

|                       |           |                                    |
| Choumīs 25’, 28’, 66’ | Marcatori | 2’ Marjanović 19’, 75’ Vujadinović |

## Statistiche

### Classifica marcatori
6 reti
- Lyubomir Angelov

4 reti
- Kōstas Choumīs

3 reti
- Blagoje Marjanović
- Đorđe Vujadinović

2 reti
- Mihail Lozanov
- Asen Peshev
- Svetislav Glišović
- Aleksandar Živković

1 rete
- Vuchko Yordanov
- Mitsos Baltasis
- Branislav Sekulić
- Iuliu Bodola
- Lucian Gruin

Autorete
- Petre Sucitulescu (Pro Bulgaria)